# Град (община Царево село)
Вижте пояснителната страница за други значения на Град.
Град (на македонска литературна норма: Град) е село в община Царево село на Северна Македония.

## География
Селото се намира в областта Пиянец в западното подножие на планината Влахина до границата с България.

## История
Източно над селото се намират развалините на крепостта Градище.
В началото на XX век Град е село в Малешевската каза на Османската империя. Църквата „Свети Георги“ е изградена в 1858 година.
Според статистиката на Васил Кънчов („Македония. Етнография и статистика“) в 1900 година Град е малко предимно помашко село с 30 души жители българи християни и 560 българи мохамедани.
Цялото християнско население на селото е под върховенството на Българската екзархия. По данни на секретаря на екзархията Димитър Мишев („La Macédoine et sa Population Chrétienne“) в 1905 година в Град има 40 българи екзархисти.
При избухването на Балканската война в 1912 година 20 души от Град е доброволец в Македоно-одринското опълчение. След Междусъюзническата война в 1913 година селото остава в Сърбия. На 15 февруари 1915 година Стойче Ангелов и Ванче Ковачки са заловени, когато си брали дърва, закарани на границата и заклани от сръбските окупатори.
Според Димитър Гаджанов в 1916 година в Град живеят 563 помаци и 101 българи.
Според преброяването от 2002 година селото има 534 жители.
| Националност     | Всичко |
| северномакедонци | 518    |
| албанци          | 0      |
| турци            | 15     |
| роми             | 0      |
| власи            | 0      |
| сърби            | 1      |
| бошняци          | 0      |
| други            | 0      |

На 8 септември 2005 година Агатангел Брегалнишки поставя темелния камък на църквата „Свети Архангел Михаил“.

## Личности
- Никола Коларов (1902 – 1961), български общественик, юрист и журналист, легален деец на македонското движение в България, по произход от Град